# Treshnish Point
Treshnish Point är en udde i Storbritannien.   Den ligger i kommunen Argyll and Bute och riksdelen Skottland, i den nordvästra delen av landet, 700 km nordväst om huvudstaden London.
Terrängen inåt land är varierad. Havet är nära Treshnish Point åt sydväst.  Närmaste större samhälle är Tobermory, 18,8 km öster om Treshnish Point. 